# Maestrazgo
Der Maestrazgo ist eine Comarca (Verwaltungseinheit) in der Autonomen Region Aragonien in Spanien. Sie liegt im Osten der Provinz Teruel und hat auf einer Fläche von 1.204,23 km² 3141 Einwohner (Stand 1. Januar 2022). Hauptstadt ist Cantavieja, die größte der 15 zugehörigen Gemeinden. Der Name kommt vom Höhenzug Maestrazgo, der sich auch in die Provinz Castellón hinzieht, wo es die Comarcas Alt Maestrat (span. Alto Maestrazgo) und Baix Maestrat (span. Bajo Maestrazgo) gibt.
Die Comarca Maestrazgo grenzt im Westen an die Comarcas Andorra-Sierra de Arcos, Cuencas Mineras und Comunidad de Teruel, im Norden an die Comarca Bajo Aragón, im Westen an die Provinz Castellón (u. a. an Alt Maestrat und Alcalatén) und im Süden an Gúdar-Javalambre.

## Gemeinden
| Gemeinde                  | Einwohner (2024) | Fläche km² | Dichte Einw./km² | Cod INE | Postleitzahl |
| ------------------------- | ---------------- | ---------- | ---------------- | ------- | ------------ |
| Allepuz                   | 124              | 67,26      | 2                | 44021   | 44145        |
| Bordón                    | 113              | 29,98      | 4                | 44044   | 44563        |
| Cantavieja                | 719              | 124,56     | 6                | 44059   | 44140        |
| Cañada de Benatanduz      | 39               | 34,89      | 1                | 44060   | 44559        |
| Castellote                | 663              | 235,18     | 3                | 44071   | 44560        |
| La Cuba                   | 50               | 6,51       | 8                | 44088   | 44141        |
| Fortanete                 | 216              | 168,21     | 1                | 44106   | 44143        |
| La Iglesuela del Cid      | 377              | 40,29      | 9                | 44126   | 44142        |
| Mirambel                  | 107              | 45,47      | 2                | 44149   | 44141        |
| Miravete de la Sierra     | 32               | 36,51      | 1                | 44150   | 44159        |
| Molinos                   | 228              | 79,61      | 3                | 44151   | 44556        |
| Pitarque                  | 61               | 54,35      | 1                | 44183   | 44559        |
| Tronchón                  | 60               | 57,11      | 1                | 44236   | 44141        |
| Villarluengo              | 163              | 157,89     | 1                | 44260   | 44559        |
| Villarroya de los Pinares | 163              | 66,41      | 2                | 44262   | 44144        |
| Comarca Maestrazgo        | 3.115            | 1.204,23   | 3                | –       | –            |

Die Orte im Maestrazgo gehörten historische größtenteils dem Templerorden und nach dessen Auflösung dem Johanniterorden. Cantavieja, Mirambel, Villarluengo und andere Orte bewahren daher noch heute ummauerte mittelalterliche Ortskerne und/oder Burgen, die den Verteidigungscharakter, den die Ritterorden den Orten verliehen, widerspiegeln.
Bedeutende Naturschauplätze sind der Fluss Pitarque, die Kalkstein-Formation der Órganos de Montoro (dt. Orgeln von Montoro), die angrenzende Schlucht des Flusses Guadalope (Cañones del Guadalope) und die Grotte von Molinos.
Der General Ramón Cabrera y Griño zog sich mit seinen Truppen am Ende des Ersten Carlistenkrieges (1833–1840) in den Maestrazgo zurück und leistete dort Widerstand gegen die ansonsten siegreichen Truppen der isabellinischen Partei. Verschiedene spanische Schriftsteller des 19. Jahrhunderts, darunter Benito Pérez Galdós, schrieben in ihren Werken darüber und machten den Maestrazgo literarisch bekannt.